# Michel-Ange-André Le Roux Deshauterayes
Pour les articles homonymes, voir Le Roux.
Michel-Ange-André Le Roux Deshauterayes, né à Conflans-Sainte-Honorine le 10 septembre 1724 et mort à Rueil-Malmaison le 9 février 1795, est un orientaliste français, professeur d'arabe au Collège royal.
Neveu d'Étienne et Michel Fourmont, il commence, dès son tout jeune âge, à étudier, chez son oncle Étienne, les langues orientales et plus particulièrement l'hébreu, le syriaque, l'arabe et le chinois. Il est admis à l'âge de dix-huit ans à l'École des enfants de langues, rattachée depuis le début du siècle au collège Louis-le-Grand, tout en ayant la permission de continuer à demeurer chez son oncle. Lorsque celui-ci meurt en 1745, Deshauterayes entre comme interprète à la Bibliothèque royale. En 1752, il succède à la chaire d'arabe laissée vacante au Collège royal par Pétis de La Croix. Après trente-deux ans d'exercice, il se démet de sa charge en 1784 et se retire à Rueil-Malmaison, où il demeure jusqu'à sa mort.

## Publications
Deshauterayes a très peu publié en son nom propre. D'un naturel modeste, il semble avoir étudié plus pour sa propre satisfaction que pour livrer le fruit de ses travaux au public. 

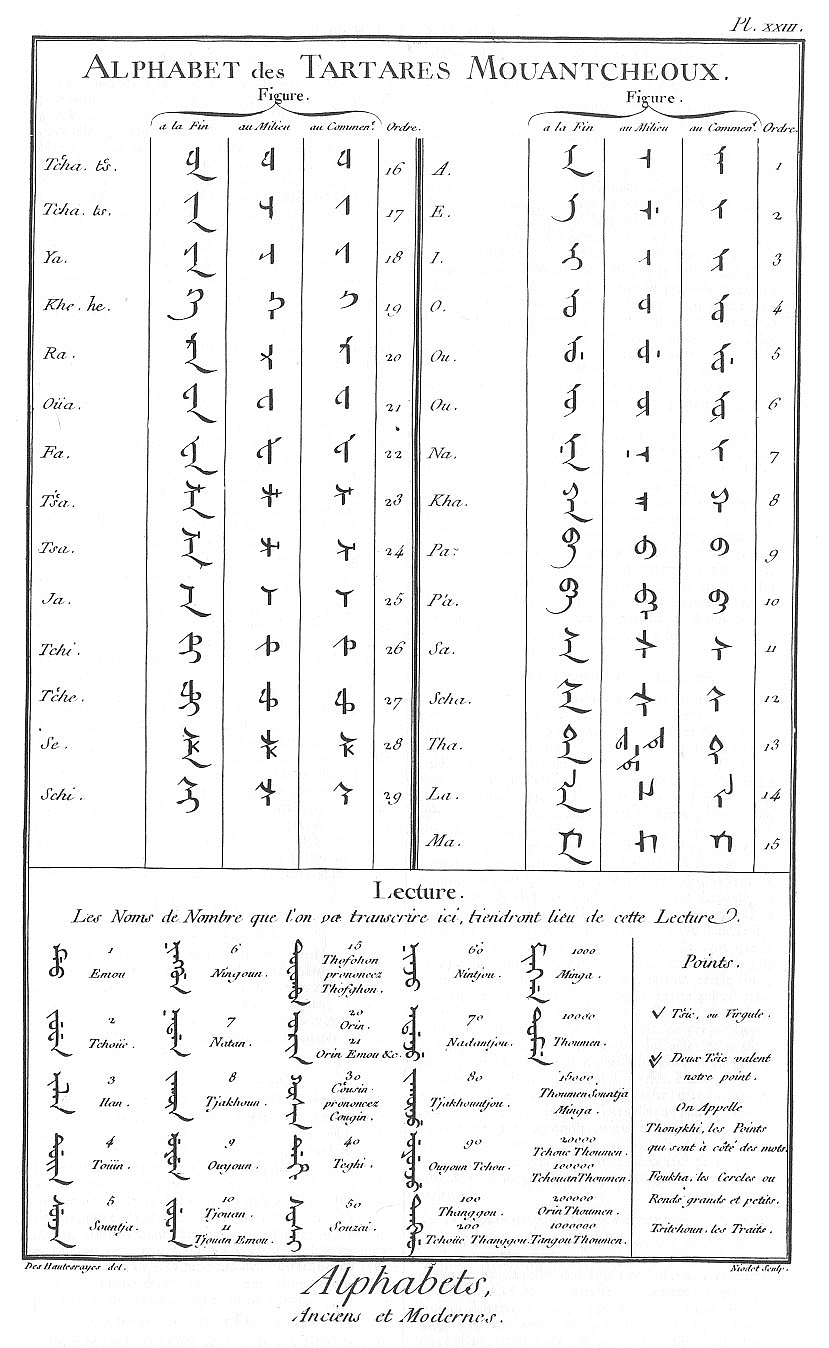
L'alphabet mandchou dessiné par Deshauterayes pour l’Encyclopédie ou Dictionnaire raisonné des sciences, des arts et des métiers.

Il fut le premier en Europe à dessiner un « alphabet mandchou », dont la reproduction figure dans l'un des volumes de planches de l’Encyclopédie de Diderot et d'Alembert, où parurent également d'autres alphabets dessinés par lui ainsi qu'un extrait d'un de ses mémoires. Ce fut lui aussi qui dirigea l'impression de l'édition en douze volumes de l’Histoire générale de la Chine, compilée à Pékin par le père Moyriac de Mailla et publiée à Paris par l'abbé Grosier entre 1777 et 1783, édition à laquelle il apporta en outre de nombreuses notes et révisions. 
Avec Joseph de Guignes, lui aussi élève d'Étienne Fourmont, il publia par ailleurs en 1747 un Abrégé de la vie et des ouvrages de M. Fourmont. Plus tard, en réplique à un Mémoire dans lequel on prouve que les Chinois sont une colonie égyptienne du même Joseph de Guignes, il publia un opuscule qui le réfutait : cette dispute littéraire contribua peut-être à l'éloigner de l'Académie des inscriptions à laquelle son érudition lui permettait d'aspirer. En 1755, une Lettre à M. Desflottes sur l'histoire véritable de l'enfant chinois de la maison de Tchao, écrite par Deshauterayes, fut imprimée à la suite de L'Orphelin de la Chine, tragédie de Voltaire, avec qui il correspondait.
Enfin, en 1775, il publia un prospectus annonçant la parution d'un ouvrage intitulé Triomphe de l'Église dans la destruction de Jérusalem et du Temple. Deshauterayes y avançait la thèse selon laquelle l’Apocalypse devient intelligible lorsque l'on sait qu'elle fut rédigée originellement en syriaque, dans le style hautement figuratif des langues orientales, et que les prophéties qu'elle renferme se rapportent, non pas à la fin des temps, mais aux événements survenus entre la naissance du Christ et la prise de Jérusalem par Titus. Ainsi, le fameux nombre de la bête se référait selon lui à l'empereur Caligula ; si l'apôtre Jean crut devoir le déguiser ainsi, c'est qu'il craignait d'attirer de nouveaux malheurs sur les chrétiens. Cet ouvrage ne vit jamais le jour.

## Sources biographiques
- Louis-Gabriel Michaud, Biographie universelle ancienne et moderne, vol. X, 1855, p. 502-503.
- Notices d'autorité :   - VIAF
  - ISNI
  - BnF (données)
  - IdRef
  - LCCN
  - GND
  - Belgique
  - Pays-Bas
  - Pologne
  - Tchéquie
  - WorldCat